# Homoki szömörcsög
A homoki szömörcsög (Phallus hadriani) a szömörcsögfélék családba tartozó, Eurázsiában, Észak-Amerikában és Ausztráliában előforduló, homoki erdőkben, dűnéken élő, feltételesen ehető gombafaj. 

## Megjelenése
A homoki szömörcsög termőteste a föld alatt kezd fejlődni, majd egy 3-6 cm átmérőjű, fehér színű, hamar lilássá váló ún. boszorkánytojás bújik ki részben a talajból, amely tövében micéliumkötegekkel csatlakozik a talajban lévő gombafonadékhoz. A boszorkánytojás külső (exoperídium) és kocsonyás belső (endoperídium) burka felszakad, és kifejlődik belőle a termőtest, amely egy max. 15 cm-es, szivacsos, belül üres, törékeny, fehér tönkből (receptákulum) és a végén egy kb. 4 cm hosszú, 3 cm széles süvegből áll. A termőréteg a süveg felszínén található, amely sötét olívzöld színű és felszíne durván hálózatos kiemelkedésekkel borított. 
Szaga éretten erős, átható, kellemetlen; íze nem jellegzetes. 
Spórapora zöldessárga. Spórája elliptikus, sima, mérete 3-4 x 1,5-2 µm.

## Hasonló fajok
Nagyon hasonlít hozzá az erdei szömörcsög, amely élőhelyén kívül leginkább fehéres színű boszoszorkánytojásában különbözik tőle.

## Elterjedése és termőhelye
Eurázsiában és Észak-Amerikában honos, Ausztráliába behurcolták. Magyarországon ritka.
Homokos talajú erdőkben, tengerparti dűnéken, erdőszéleken, kertekben él, előfordulhat korhadó faforgácson is. Júniustól októberig terem.  
Boszorkánytojás formában ehető, kifejlett alakban nem.   

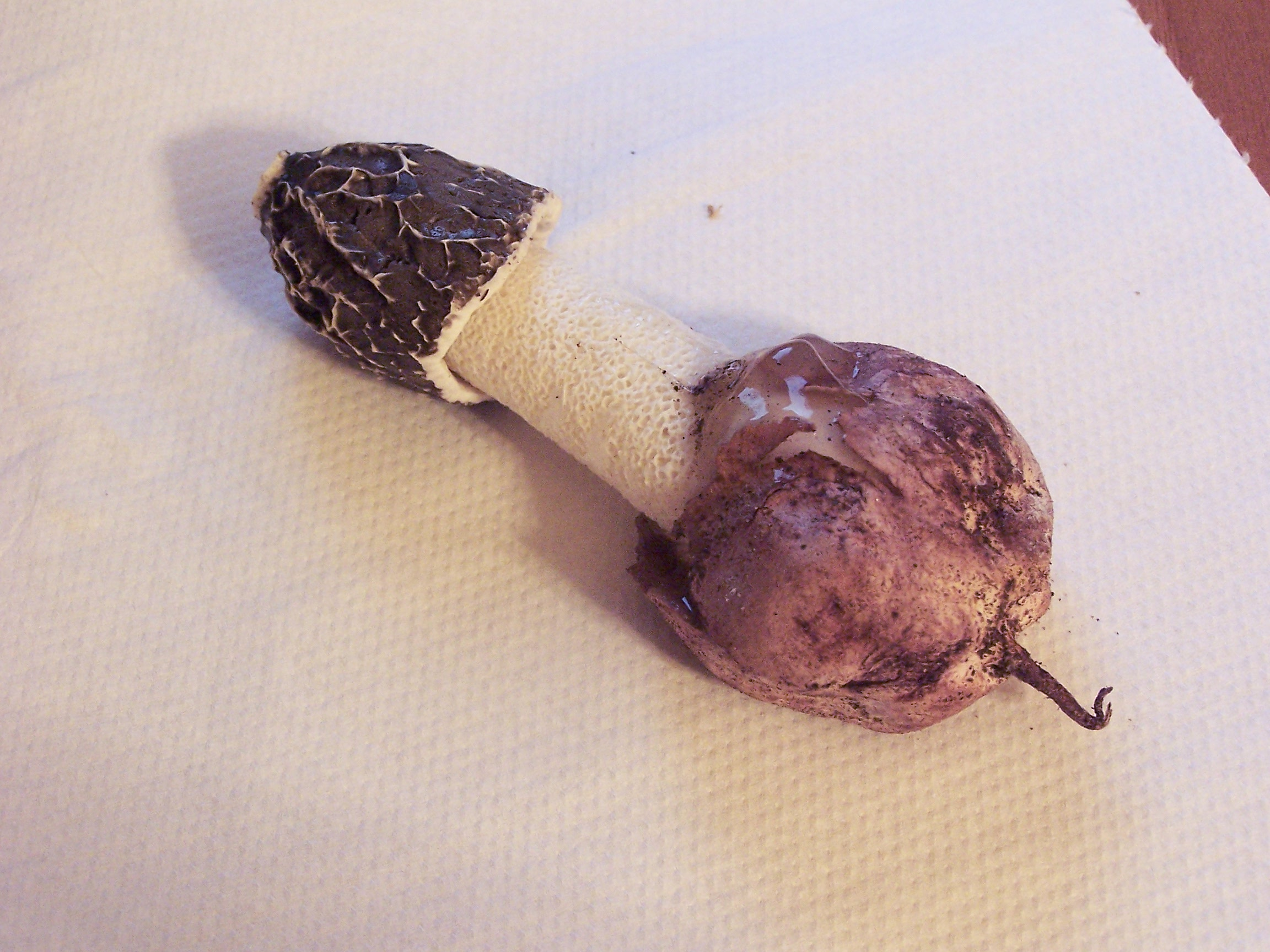
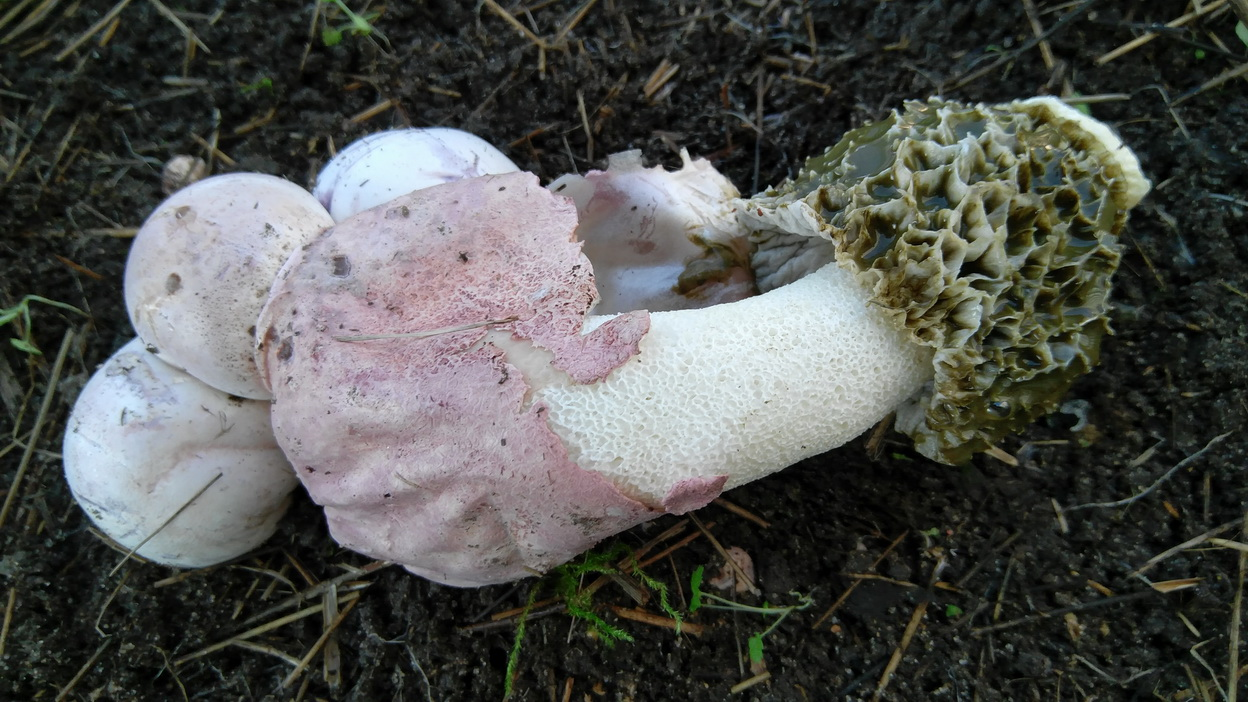
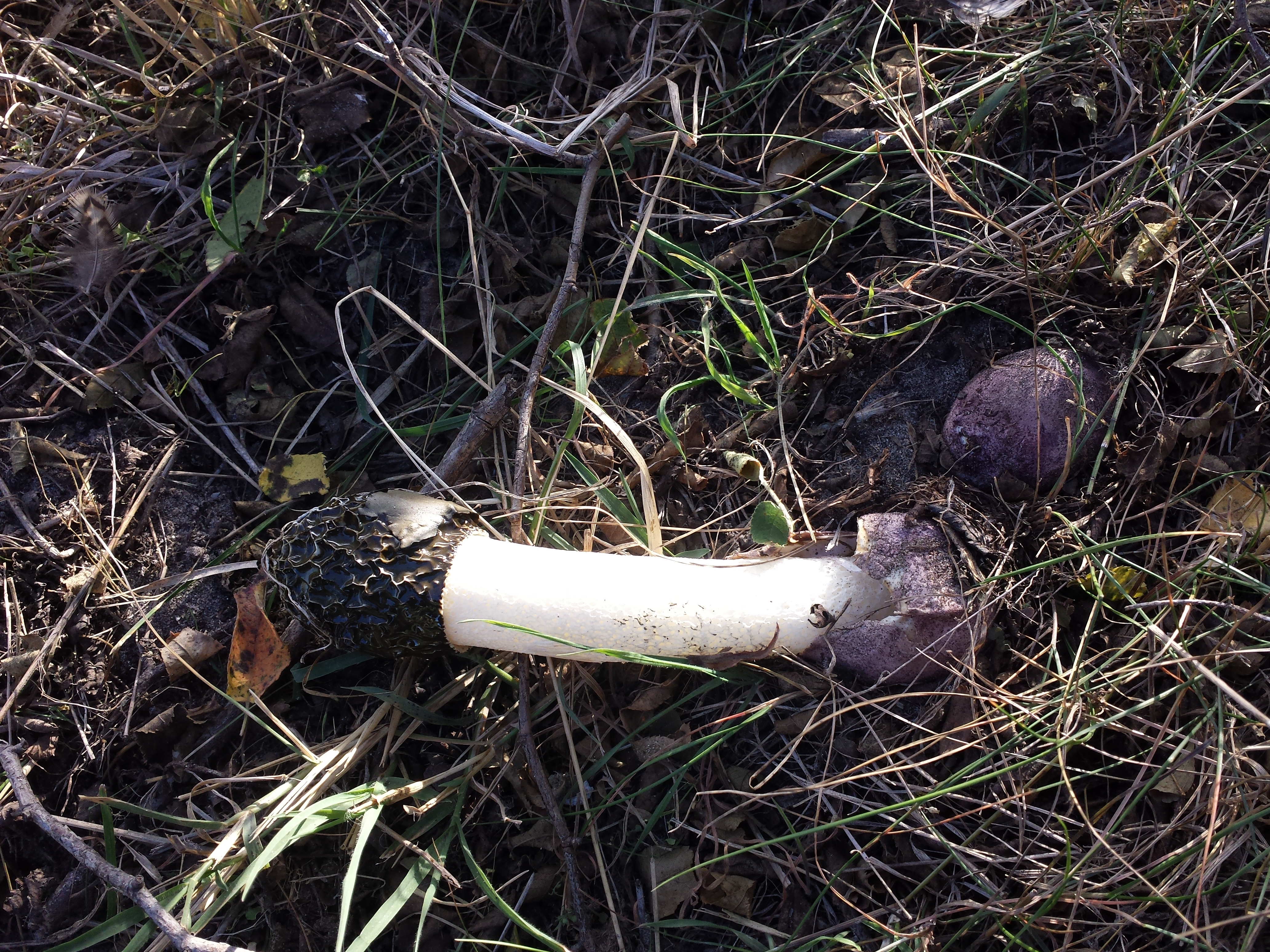
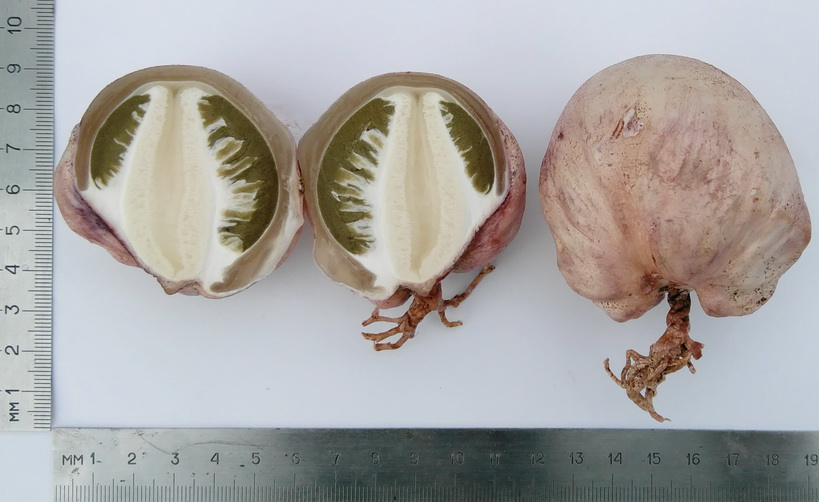
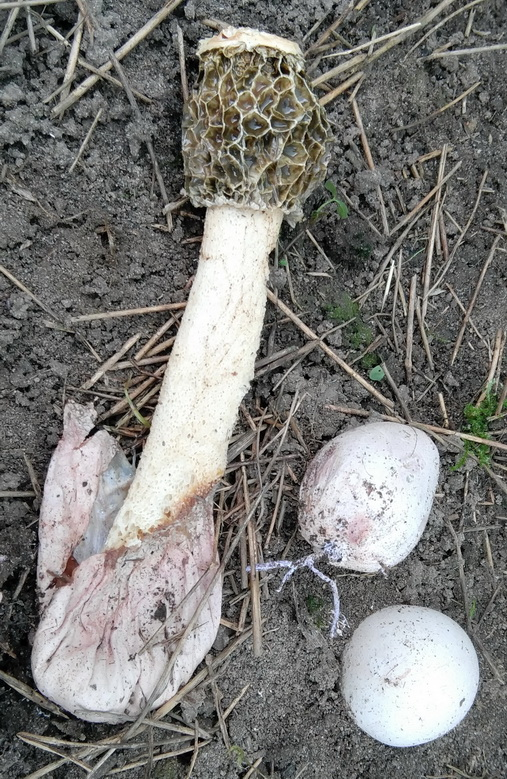